# Hygrophila ringens
Hygrophila ringens là một loài thực vật có hoa trong họ Ô rô. Loài này được (L.) Steud. mô tả khoa học đầu tiên năm 1840.

## Hình ảnh

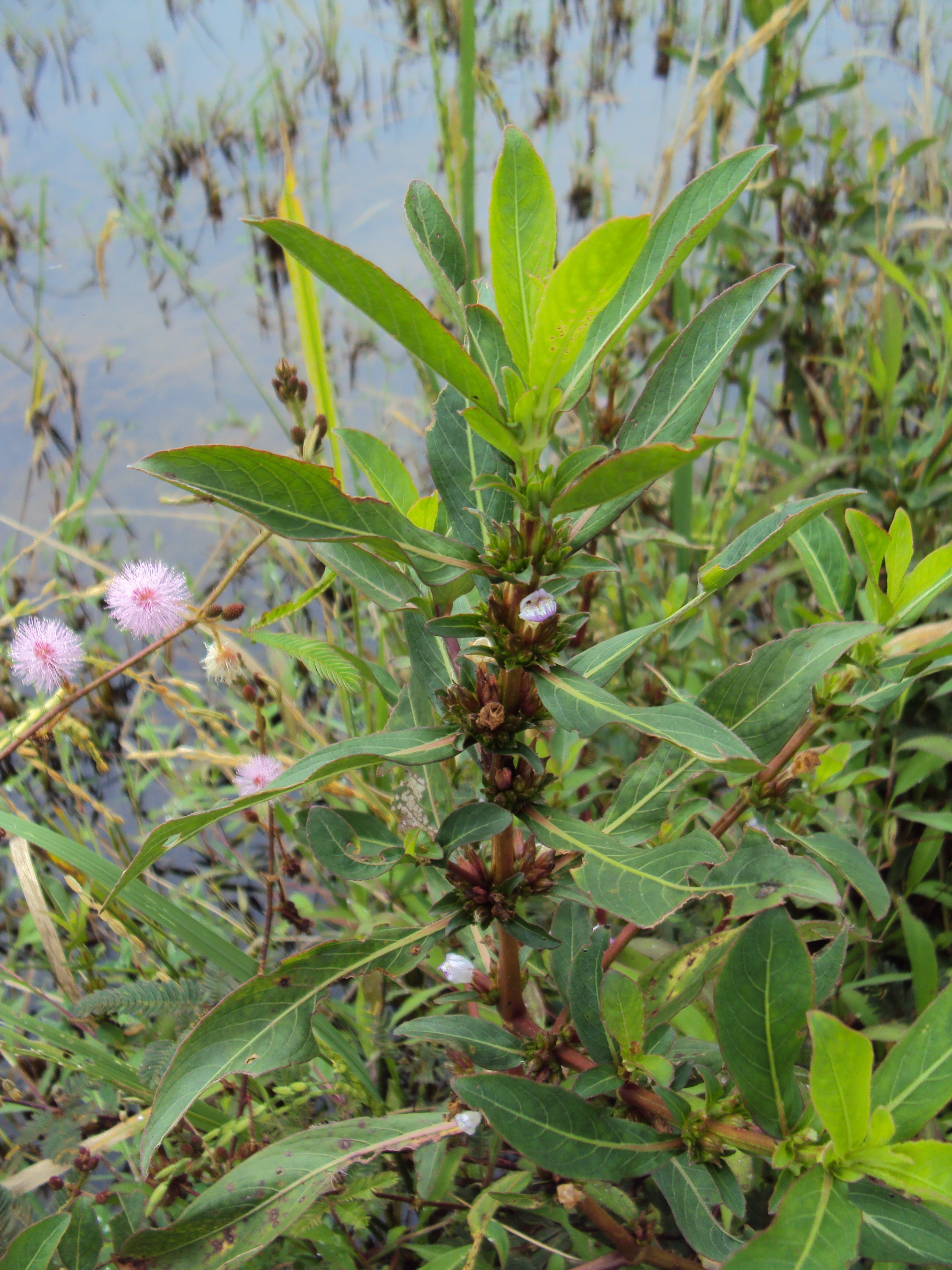
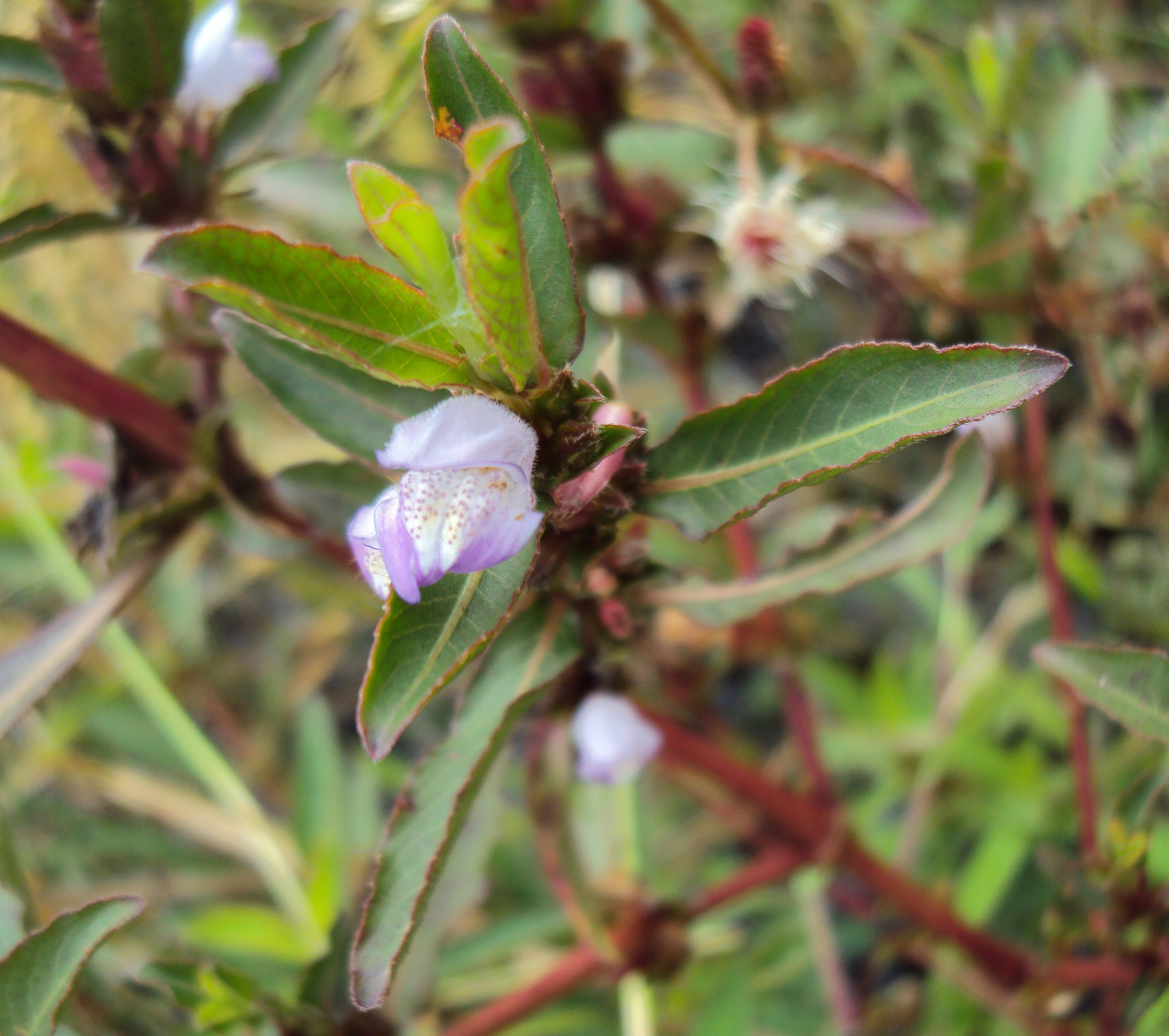
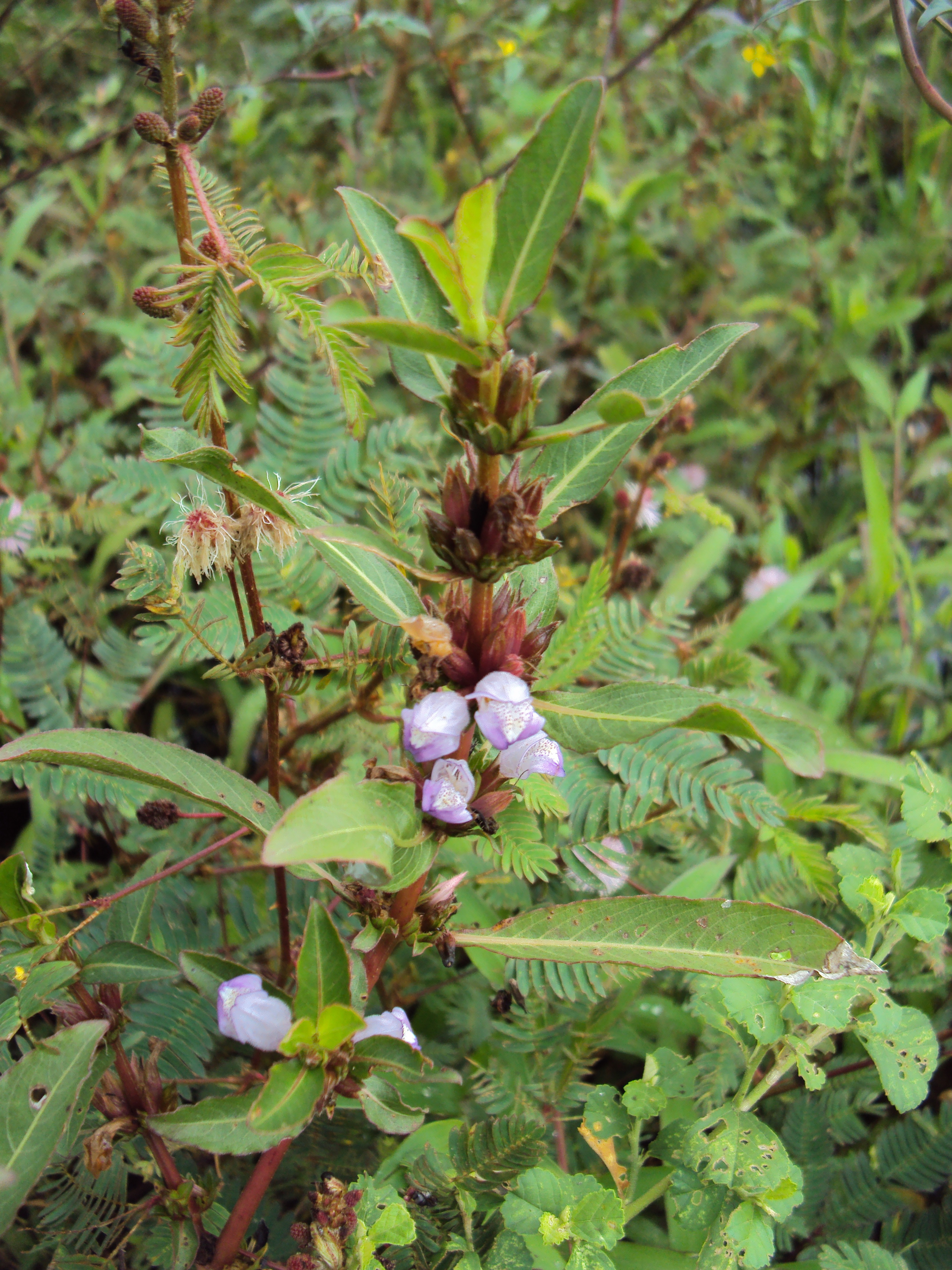
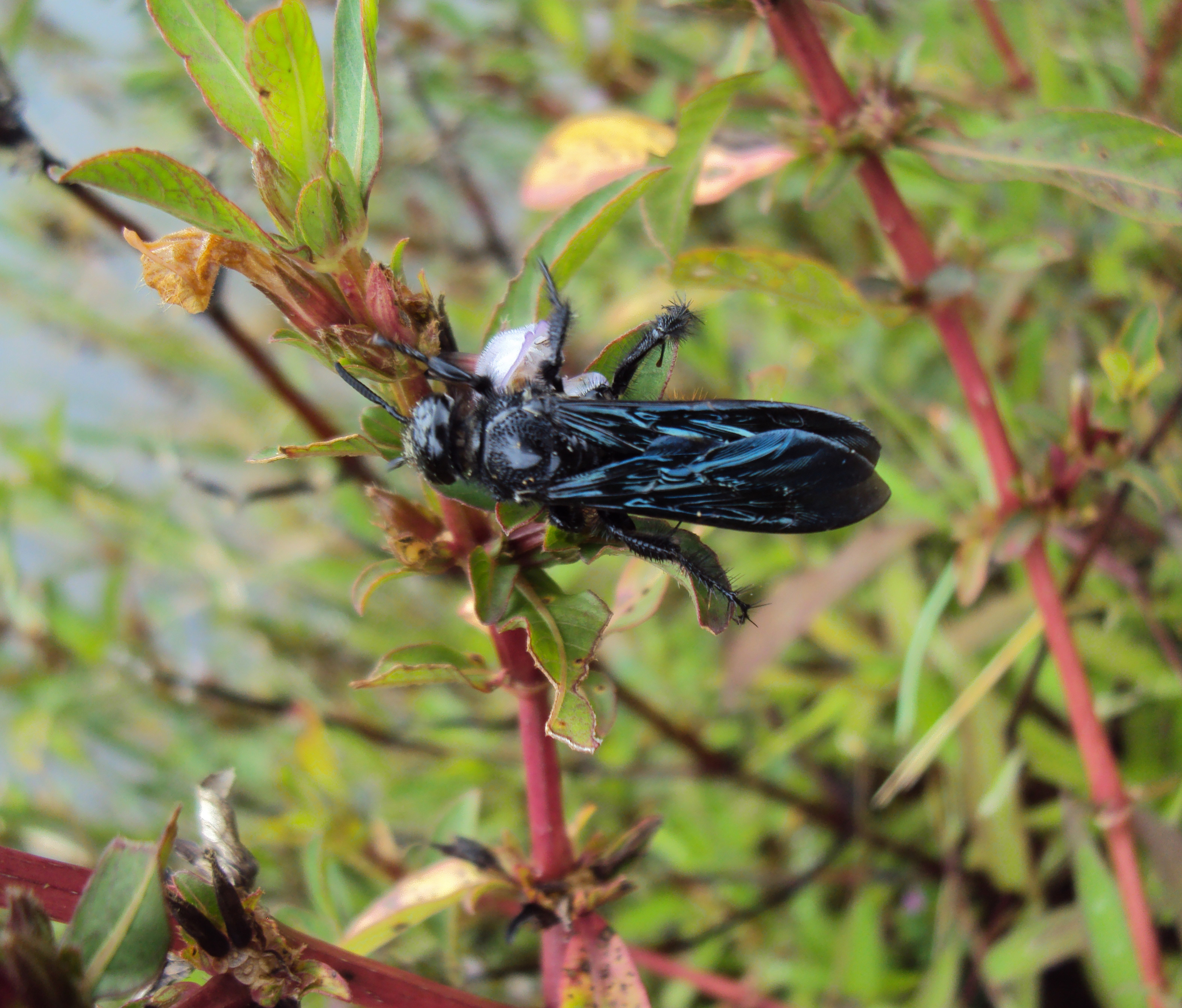